# Gusdalsvatnet
Le Gusdalsvatnet est un lac en Norvège. Il est situé dans la municipalité de Vanylven et le comté de Møre og Romsdal, dans la partie nord-ouest du pays, à 400 km au nord-ouest d’Oslo, la capitale. Le Gusdalsvatnet est situé à 51 mètres au-dessus du niveau de la mer, le bord de mer le plus proche étant à 4,3 km du Gusdalsvatnet. Il est large de 0,8 km du nord au sud et 1,1 km d’est en ouest. Sa superficie est de 0,59 kilomètre carré. Les environs du Gusdalsvatnet sont presque entièrement couverts de forêt. Le Gusdalsvatnet a une superficie de 674 500 m2 et un littoral de 4,25 km. Le lac Gusdalsvatnet est alimenté par la rivière Gusdalselva et le Gusdalsvatnet se déverse dans la rivière Åheimselva, qui s’écoule du Gusdalsvatnet au Vanylvsfjord en traversant le village de Åheim.
Le climat y est continental. La température annuelle moyenne est de 1 °C. Le mois le plus chaud est juillet, avec 14 °C, et le mois le plus froid est février, avec -8° C.
Au bord du Gusdalsvatnet, il y a une aire de stationnement pour camping-cars gratuite, mais au nombre de places limité à 6. Il est possible de rechercher sur la plage du péridot ou de l’olivine. En effet, la plage du Gusdalsvatnet est l'un des rares endroits du monde où tout le sable se compose d'olivine au lieu de quartz, ce qu’il est facile de voir à sa couleur vert clair.
Il y avait autrefois une église au sud de Gusdalsvatnet. Elle a disparu depuis longtemps, mais il en reste le nom de Kyrkjehaugen,.